# Марсовске хронике
Марсовске хронике је збирка научнофантастичних приповедака америчког књижевника Реја Бредберија. Тема приповедака је колонизација Марса од стране људи, који беже са Земље разорене нуклераним ратом, и њихов сукоб са домороцима црвене планете. Књига се налази негде између збирке кратких прича (приповедака) и епизодног романа, и садржи приче које је Бредбери објавио током 1940их у часописима научне фантастике.